# Lucilia ruficeps
Lucilia ruficeps är en tvåvingeart som först beskrevs av Johann Wilhelm Meigen 1826.  Lucilia ruficeps ingår i släktet Lucilia och familjen spyflugor. Inga underarter finns listade i Catalogue of Life.